# Lule (jezična porodica)
Lulean, malena etnolingvistička porodica američkih Indijanaca iz argentinskog Chaca (río Salado). Porodica dobiva ime po plemenu Lule, a uz njih obuhvaća još nekoliko plemena i jezika, to su: Isistiné (Esistiné), Oristiné, Tonocoté i Toquistiné, a dodaju se i plemena Axostiné, Tamboriné, Guaxastiné i Casutiné.
Jezikoslovci ovu porodicu povezuju dalje s porodicom Vilelan u Veliku porodicu Lule-Vilelan. Kultura Lule Indijanaca je tipična za Chaco, dijelom je nizinska, dijelom planinska. Neki od njih došli su na misiju San Esteban de Miraflores.

## Vanjske poveznice
- Lule-Vilela
- Lule - Vilelas